# Alf Andersen
Alf Steen Andersen (* 5. Mai 1906 in Drammen; † 12. April 1975 in Frogn, Viken) war ein norwegischer Skispringer. Er sprang für den Sportverein Lyn Oslo.

## Werdegang
Bei den Olympischen Winterspielen 1928 in St. Moritz gewann er die Goldmedaille. Sein Landsmann Jacob Tullin Thams brachte es zwar auf erheblich mehr Weitenpunkte, stürzte aber bei der Landung seines zweiten Sprungs. Zuvor hatte Thams sich noch bei der Schweizer Jury beschwert, dass der Anlauf zu lang gewählt sei. Andersens Olympiasieg ist somit einer der umstrittensten der Skisprunggeschichte. Da die Nordischen Skiweltmeisterschaften in diesem Jahr im Rahmen der Olympischen Spiele ausgetragen wurden, wurde Andersen mit seinem Sieg zugleich Weltmeister.
1928 stellte er zudem mit 48 Metern zwischenzeitlich einen Schanzenrekord auf dem Holmenkollbakken auf. Ein weiteres Mal trat Andersen bei der Nordischen Skiweltmeisterschaft 1935 im tschechoslowakischen Vysoké Tatry an. Er gewann die Bronzemedaille hinter seinen Landsmännern Birger Ruud und Reidar Andersen.